# Robin Wright
Robin Gayle Wright (Dallas, Texas, 8 de abril de 1966) es una actriz y directora de cine estadounidense. Ha destacado principalmente por sus interpretaciones de Buttercup en The Princess Bride, Jenny Curran en Forrest Gump y Claire Underwood en la serie House of Cards.
Wright destacó al interpretar a Kelly Capwell en la serie Santa Barbara de la cadena NBC, entre 1984 y 1988, fue nominada a tres Premios Daytime Emmy por su trabajo. Sus participaciones en el cine incluyen, además de las mencionadas, las películas Toys (1992), Message in a Bottle (1999), El protegido (2000), Nueve vidas (2005), Moneyball (2011) y Wonder Woman (2017).
De 2013 a 2018, protagonizó la serie House of Cards de Netflix junto a Kevin Spacey. Su trabajo le ha otorgado tres nominaciones a los Primetime Emmy en la categoría de mejor actriz de serie dramática, y ganó un Globo de Oro en la categoría de mejor actriz de serie de televisión - drama.

## Biografía
Se crio en San Diego, California y comenzó su carrera profesional como modelo. Al terminar sus estudios secundarios decide ser actriz. Consiguió su primer papel en la serie Santa Barbara (1984), por el que fue candidata en tres ocasiones al Premio Emmy. Su debut cinematográfico fue en la película de Rob Reiner La princesa prometida. En 1990 conoce al actor Sean Penn durante el rodaje del film El clan de los irlandeses. En 1992 trabaja junto a Albert Finney y Aidan Quinn en Los juglares. Ese mismo año acompaña a Robin Williams en Toys. En 1995 recibe nominaciones a los Premios Globo de Oro y a los Screen Actor´s Awards por su personaje de Jenny Curran en la aclamada Forrest Gump (1994). Ese mismo año filma Cruzando la oscuridad (1995) junto a Jack Nicholson, en la segunda película de Sean Penn como director.
En 1996 protagoniza Moll Flanders (1996) junto a Morgan Freeman. Coprotagoniza junto a William Hurt la película Por amor (1997), papel por el cual es nominada como mejor Actriz en los Independent Spirit Awards, premio que gana. En 1999 protagoniza junto a Kevin Costner la película Mensaje en una botella (1999).
En 2000 se pone bajo las órdenes de M. Night Shyamalan, para ser la esposa de Bruce Willis en El protegido (2000). En El juramento (2001) es dirigida nuevamente por su esposo, donde comparte roles con Jack Nicholson.
En El detective cantante (2003) es protagonista junto a Robert Downey Jr. Últimamente protagonizó junto a Jude Law y Juliette Binoche la película Violación de domicilio (2006), el último film del director Anthony Minghella.
En 2011 aparece en un papel secundario en la producción The Girl with the Dragon Tattoo (Män som hatar kvinnor) interpretando a Erika Berger. En 2013 asume el papel de esposa de Kevin Spacey en House of Cards, serie original de Netflix—adaptación de la serie británica del mismo nombre—desarrollada y producida por Beau Willimon. Además, ese mismo año protagoniza la película El congreso, donde aparece como una actriz fracasada por sus malas elecciones a la hora de elegir papeles en películas comerciales. En 2017 trabaja en Wonder Woman, dirigida por Patty Jenkins, en el rol de la general Antiope, tía y tutora de la princesa Diana.

## Vida personal
Se casó con Sean Penn el 27 de abril de 1996 y se hace público su divorcio en 2007, alegando diferencias irreconciliables. Sin embargo, dicho divorcio no se concreta y la pareja sigue junta, apareciendo del brazo para los Óscar 2009 cuando Penn se alzó con una estatuilla a Mejor actor. No obstante, Penn no agradeció a su esposa en su discurso y festejó solo. Finalmente Robin dejó al actor en agosto de 2010 después de 15 años casados y dos décadas de relación. Junto a él tiene dos hijos.

## Filmografía

### Películas
| Año  | Película                        | Papel                | Notas |
| ---- | ------------------------------- | -------------------- | --- |
| 1986 | Hollywood Vice Squad            | Lori Stanton         | |
| 1987 | The Princess Bride              | Buttercup            | Nominada—Premio Saturn a la mejor actriz |
| 1990 | Denial                          | Sara/Loon            | |
| 1990 | State of Grace                  | Kathleen Flannery    | |
| 1992 | The Playboys                    | Tara Maguire         | |
| 1992 | Toys                            | Gwen Tyler           | Nominada—Premio Saturn a la mejor actriz de reparto |
| 1994 | Forrest Gump                    | Jenny Curran         | Nominada—Premio Saturn a la mejor actriz de reparto Nominada—Globo de Oro a la mejor actriz de reparto Nominada—Premio del Sindicato de Actores a la mejor actriz de reparto Nominada—Premio Circuit Community a la mejor actriz de reparto Nominada—Premio Circuit Community al mejor reparto |
| 1995 | The Crossing Guard              | Jojo                 | |
| 1996 | Moll Flanders                   | Moll Flanders        | Nominada—Premio Satellite a la mejor actriz dramática |
| 1997 | Loved                           | Hedda Amerson        | Nominada—Premio Independent Spirit a la mejor actriz |
| 1997 | She's So Lovely                 | Maureen Murphy Quinn | Nominada—Premio del Sindicato de Actores a la mejor actriz |
| 1998 | Hurlyburly                      | Darlene              | |
| 1999 | Message in a Bottle             | Theresa Osborne      | |
| 2000 | How to Kill Your Neighbor's Dog | Melanie McGowan      | |
| 2000 | El protegido                    | Audrey Dunn          | |
| 2001 | The Pledge                      | Lori                 | |
| 2001 | The Last Castle                 | Rosalie Irwin        | No acreditada |
| 2002 | Searching for Debra Winger      | Ella misma           | Documental |
| 2002 | White Oleander                  | Starr Thomas         | |
| 2003 | The Singing Detective           | Nicola/Nina/Blonde   | |
| 2003 | Virgin                          | Mrs. Reynolds        | |
| 2004 | A Home at the End of the World  | Clare                | |
| 2005 | Nueve vidas                     | Diana                | Premio del Festival Internacional de Cine de Locarno a la mejor actriz Premio Sant Jordi a mejor actriz en película extanjera Nominada—Premio Gotham al mejor reparto Nominada—Premio Satellite a la mejor actriz dramática Nominada—Premio Independent Spirit a la mejor actriz de reparto    |
| 2005 | Sorry, Haters                   | Phoebe               | Nominada—Premio Independent Spirit a la mejor actriz |
| 2005 | Max                             | Mother               | Cortometraje |
| 2005 | Empire Falls                    | Grace Roby           | Telefilme Nominada—Premio del Sindicato de Actores a la mejor actriz de televisión - Miniserie o telefilme |
| 2006 | Breaking and Entering           | Liv                  | Nominada—Premio British Independent Film a la mejor actriz |
| 2006 | Room 10                         | Frannie              | Cortometraje |
| 2007 | Hounddog                        | Stranger Lady        | |
| 2007 | Beowulf                         | Wealtheow            | Premio Mención Especial de la Alianza de Mujeres Periodistas de Cine |
| 2008 | Algo pasa en Hollywood          | Kelly                | |
| 2008 | New York, I Love You            | Anna                 | |
| 2009 | State of Play                   | Anne Collins         | |
| 2009 | The Private Lives of Pippa Lee  | Pippa Lee            | |
| 2009 | Cuento de Navidad               | Fan Scrooge/Belle    | |
| 2010 | The Conspirator                 | Mary Surratt         | |
| 2011 | Moneyball                       | Sharon               | |
| 2011 | Rampart                         | Linda Fentress       | |
| 2011 | The Girl with the Dragon Tattoo | Erika Berger         | |
| 2013 | El congreso                     | Robin Wright         | Premio del Festival Fantástico de Austin a la mejor actriz |
| 2013 | Adore                           | Roz                  | |
| 2014 | El hombre más buscado           | Martha Sullivan      | |
| 2015 | Everest                         | Peach Weathers       | |
| 2017 | Wonder Woman                    | Generala Antiope     | |
| 2017 | Blade Runner 2049               | Joshi                | |
| 2017 | Justice League                  | General Antiope      | Cameo no acreditado |
| 2018 | André the Giant                 | Ella misma           | Documental |
| 2020 | Wonder Woman 1984               | General Antiope      | |
| 2021 | Land                            | Edee Mathis          | También directora |
| 2021 | Zack Snyder's Justice League    | General Antiope      | |
| 2024 | Here y Damsel                   | Margaret             | |

### Televisión
| Año       | Serie               | Papel            | Notas |
| --------- | ------------------- | ---------------- | --- |
| 1983–84   | The Yellow Rose     | Barbara Anderson | 2 episodios |
| 1984–88   | Santa Barbara       | Kelly Capwell    | 524 episodios Nominada—Premio Daytime Emmy a la mejor actriz joven en serie dramática (1986–1998) |
| 2005      | Empire Falls        | Grace Roby       | Nominada – Premio del Sindicato de Actores a la mejor actriz de televisión - Miniserie o telefilme |
| 2011      | Saturday Night Live | Jenny Curran     | Episodio: "Tina Fey/Ellie Goulding" |
| 2011      | Enlightened         | Sandy            | 2 episodios |
| 2013–2018 | House of Cards      | Claire Underwood | Protagonista (52 episodios), director (7 episodios), productora ejecutiva (13 episodios) Globo de Oro a la mejor actriz de serie de televisión - Drama (2013) Premio Satellite a la mejor actriz de serie de televisión - Drama (2013) Premio Gold Derby a la mejor actriz - Drama (2016) Premio IGN Elección del Público a la mejor actriz de televisión (2013) Nominada—Premio Primetime Emmy a la mejor actriz - Serie dramática (2013–2016) Nominada—Globo de Oro a la mejor actriz de serie de televisión - Drama (2014–2015) Nominada—Premio del Sindicato de Actores a la mejor actriz de televisión - Drama (2014–2016) Nominada—Premio del Sindicato de Actores al mejor reparto de televisión - Drama (2014, 2015) Nominada—Premio Satellite a la mejor actriz de serie de televisión - Drama (2014–2015) Nominada—Premio de la Crítica Televisiva a la mejor actriz en serie de drama (2014, 2016) Nominada—Premio Gold Derby a la mejor actriz - Drama (2014–2015) Nominada—Premio IGN a la mejor actriz de televisión (2013) Nominada—Premio de la Asociación de Filme y Televisión a la mejor actriz de una serie dramática (2013–2016) Nominada—Premio Primetime Emmy a la mejor serie dramática (como productora ejecutiva) (2016) |
| 2022      | Ozark               | Directora        | Dirigió los episodios 6 y 7 de la temporada 4 primera parte |

### Videojuegos
- 2008: The Princess Bride Game, como la princesa Buttercup (voz)